# 漳平西站
漳平西站位于福建省龙岩市漳平市西园乡，是南龙铁路上的车站，于2018年12月29日启用，由中国铁路南昌局集团有限公司管辖。

## 歷史
- 2018年12月29日启用。